# Янів (станція)
Янів — залізнична станція на дільниці Чернігів — Овруч Південно-Західної залізниці. Розташована поблизу міста Прип'ять Київської області.

## Історія
Станція відкрита у 1925 році. Селище та станція Янів дали початок розбудови міста Прип'ять.
До аварії на Чорнобильської АЕС станція належала до Південно-Західної залізниці. На станції виконувалася пасажирська (до квітня 1986 року) та вантажна роботи, від неї відгалужуються під'їзні залізничні гілки до Чорнобильської АЕС, складів ОРС, нафтобази та інших підприємств міста Прип'ять.
Станція Янів входить до складу транспортного комплексу держпідприємства «Чорнобильсервіс».
На станції одна головна, три приймально-відправні колії та кілька колій для накопичення рухомого складу. Є пристрої для виконання вантажних операцій, примикання під'їзних колій Чорнобильської АЕС та Централізованого сховища відпрацьованого ядерного палива (ЦСВЯП). Між залізничними коліями західної горловини станції збереглася паровозна колонка.
До аварії на Чорнобильській АЕС 26 квітня 1986 року через станцію Янів курсував пасажирський поїзд № 192/191 сполученням Хмельницький — Москва.
У період реконструкції залізничної дільниці Чернігів — Янів для забезпечення обслуговування персоналу Чорнобильської АЕС та підрядних організацій у 1986—1987 роках станція Янів та дільниця Янів — Славутич були електрифіковані. Нині контактна мережа не використовується та частково демонтована на самій станції і на перегоні Янів — Семиходи.
Від недавна, деякі колії на станції реконструйовані і використовуються для забезпечення будівельних робіт під час спорудження об'єкта «Укриття-2» — нового саркофага для Чорнобильської АЕС.

### Дільниця Вільча— Янів
У лютому 2017 року прийнято рішення про будівництво дільниці залізничного полотна між існуючою лінією Вільча — Янів та будівельного майданчика Централізованого сховища відпрацьованого ядерного палива (ЦСВЯП). Відповідний контракт укладений між ДП «Енергоатом» та входить до складу корпорації «Укрбуд» компанією «Укренергомонтаж», яка вже багато років виконує роботи в Чорнобильській зоні. На виконання цього проєкту вимагається 14 місяців. Загальна довжина нової гілки складає 5,8 км.
9 липня 2021 року «Енергоатом» закінчив будівництво 43-кілометрової колії в зоні відчуження Чорнобильської АЕС між станціями Вільча та Янів.
Прокладання колії здійснювали дві бригади залізничників, одна зі станції Вільча, друга — зі станції Янів. Саме 9 липня 2021 року бригади зустрілися та забили «золотий костиль» у колію, яка з'єднала ЦСВЯП із залізничною мережею України.

## У мистецтві
- Чорнобиль: Два кольори часу
- Станція Янів — одна з елементів локації «Околиці Юпітера» комп'ютерної гри S.T.A.L.K.E.R.: Поклик Прип'яті. Також вона присутня у комп'ютерній грі S.T.A.L.K.E.R. 2: Серце Чорнобиля. У цій грі, станція служить єдиним безпечним проходом до Прип'яті.

## Галерея

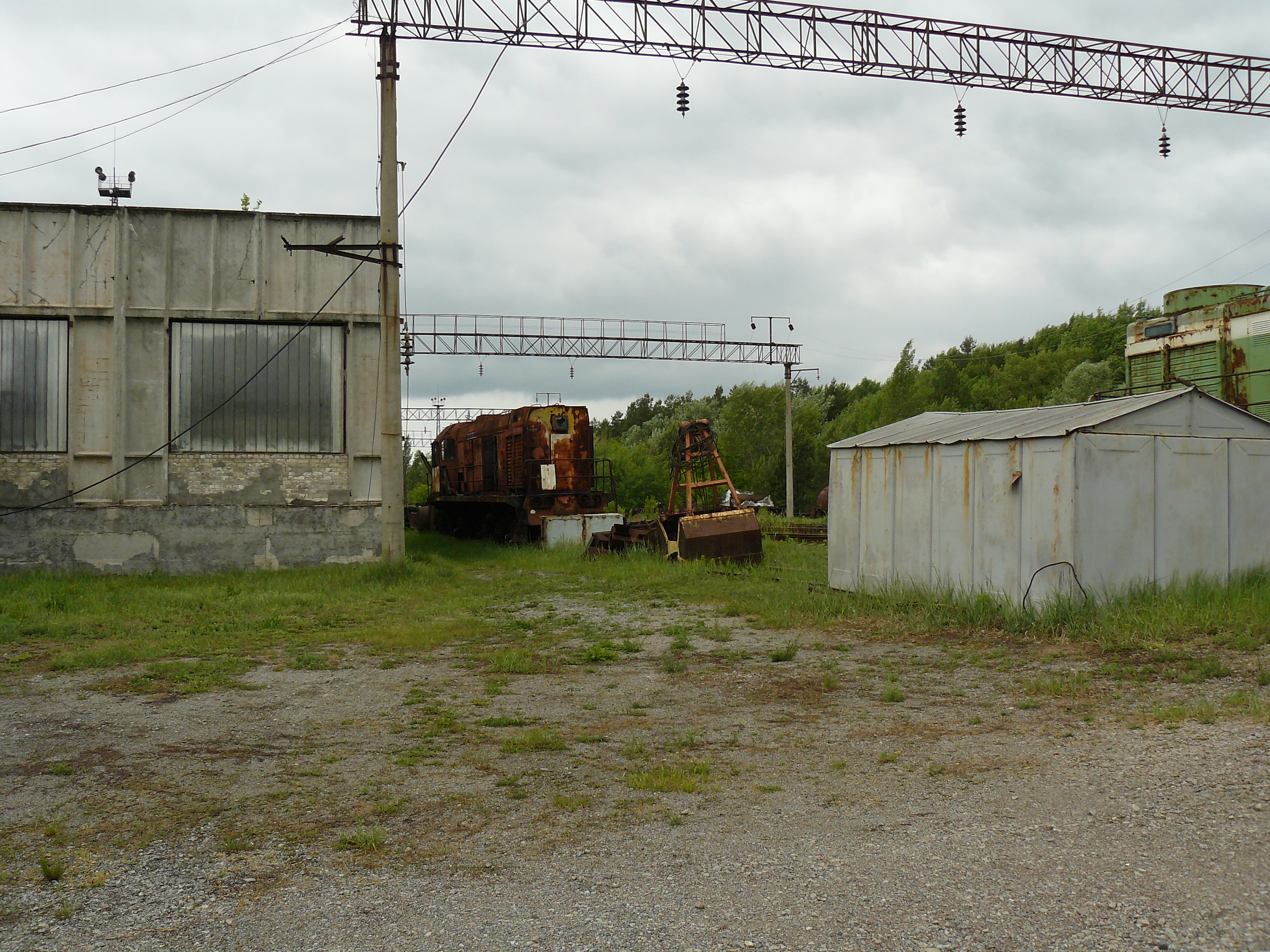
Вигляд на станцію
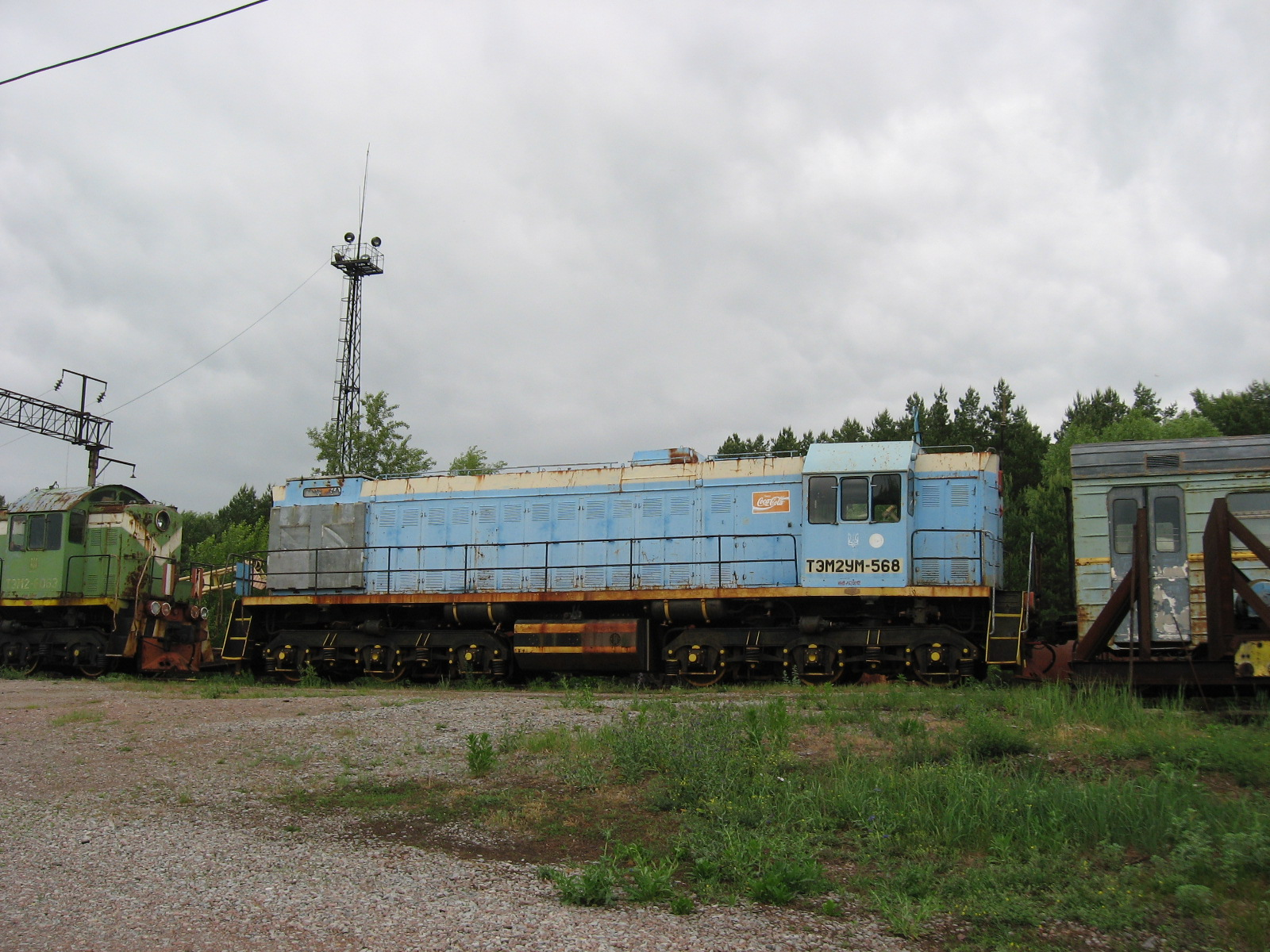
Рухомий склад на станції Янів
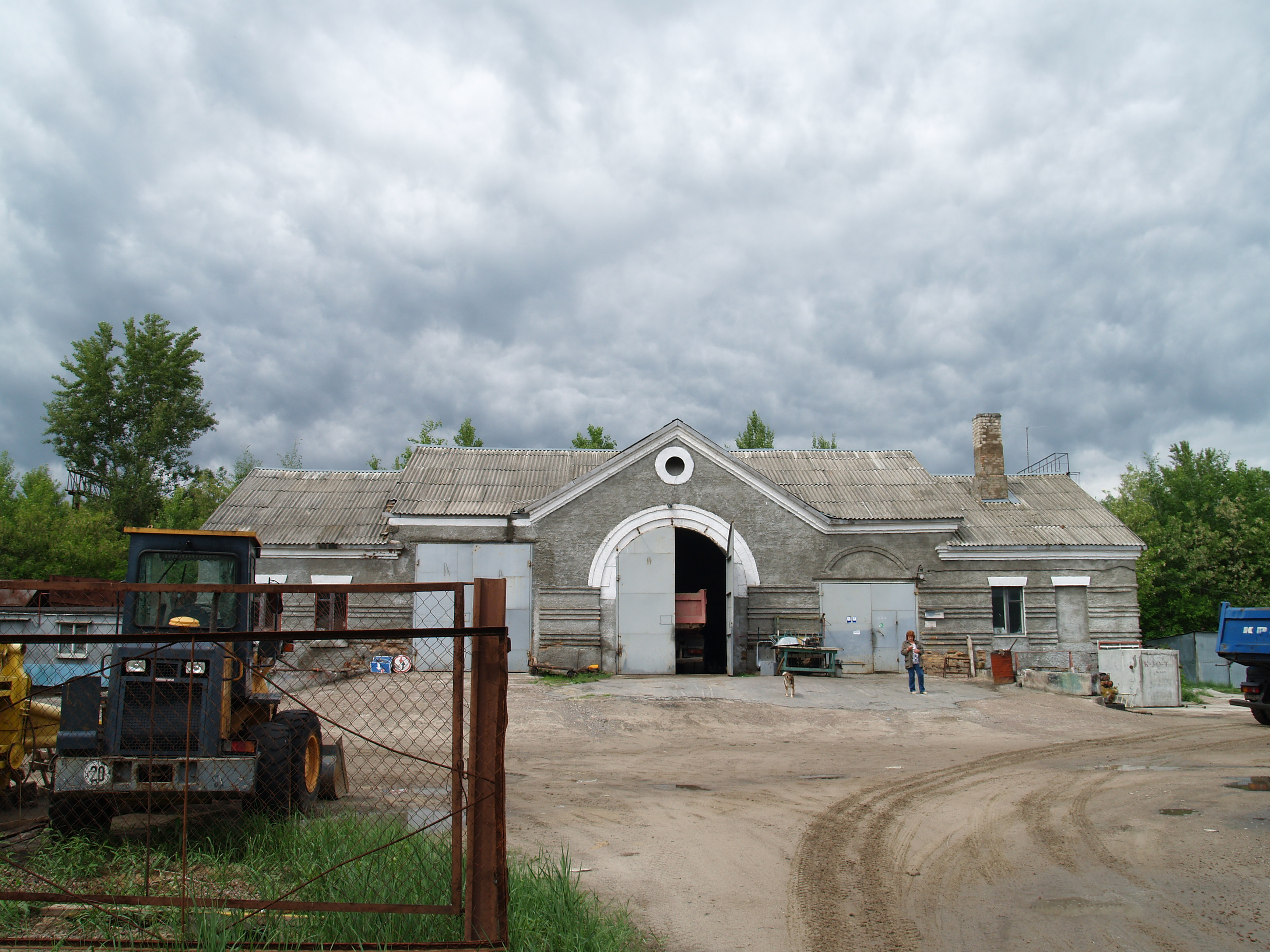
Будівля станції
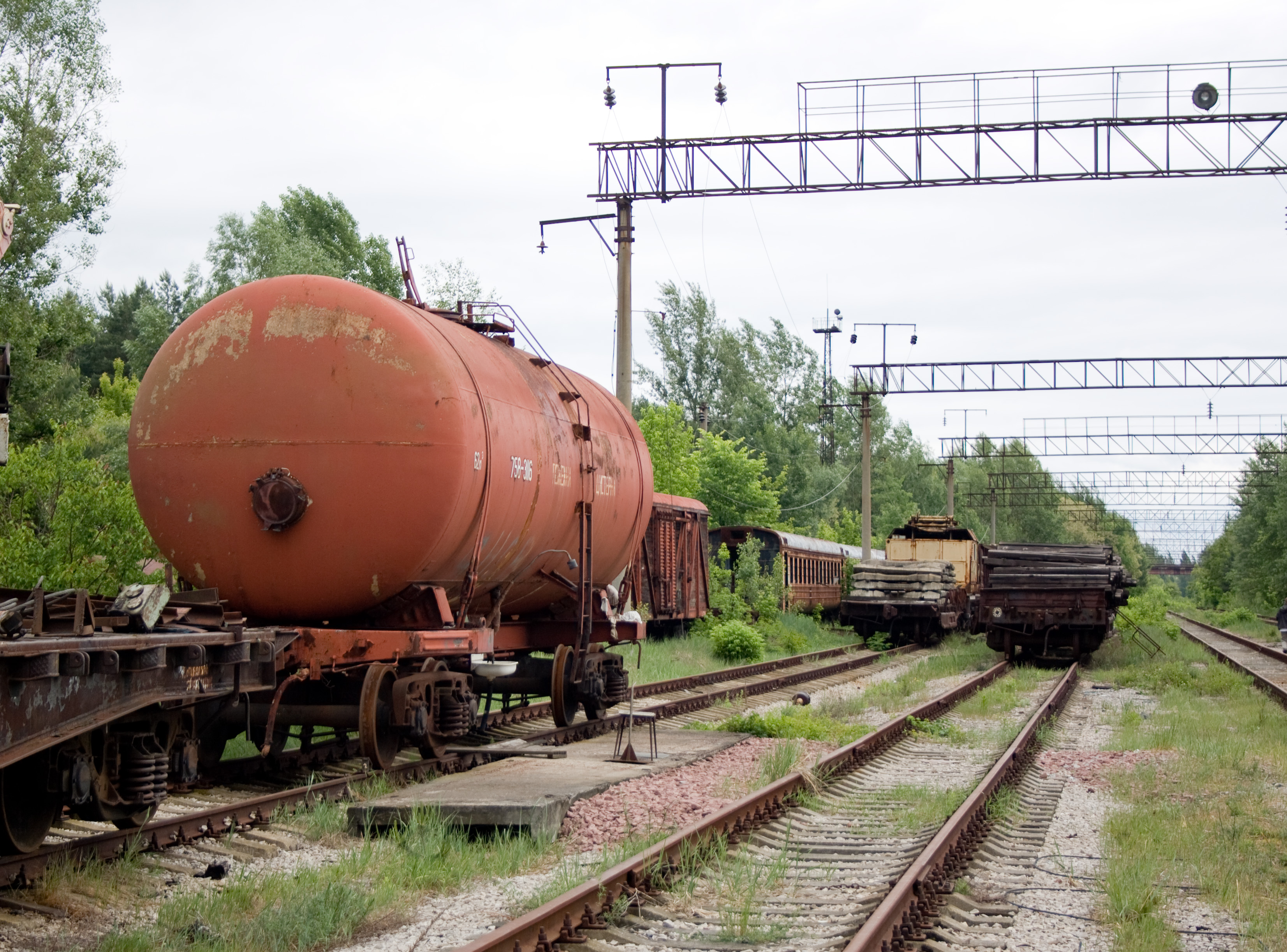
На станції Янів
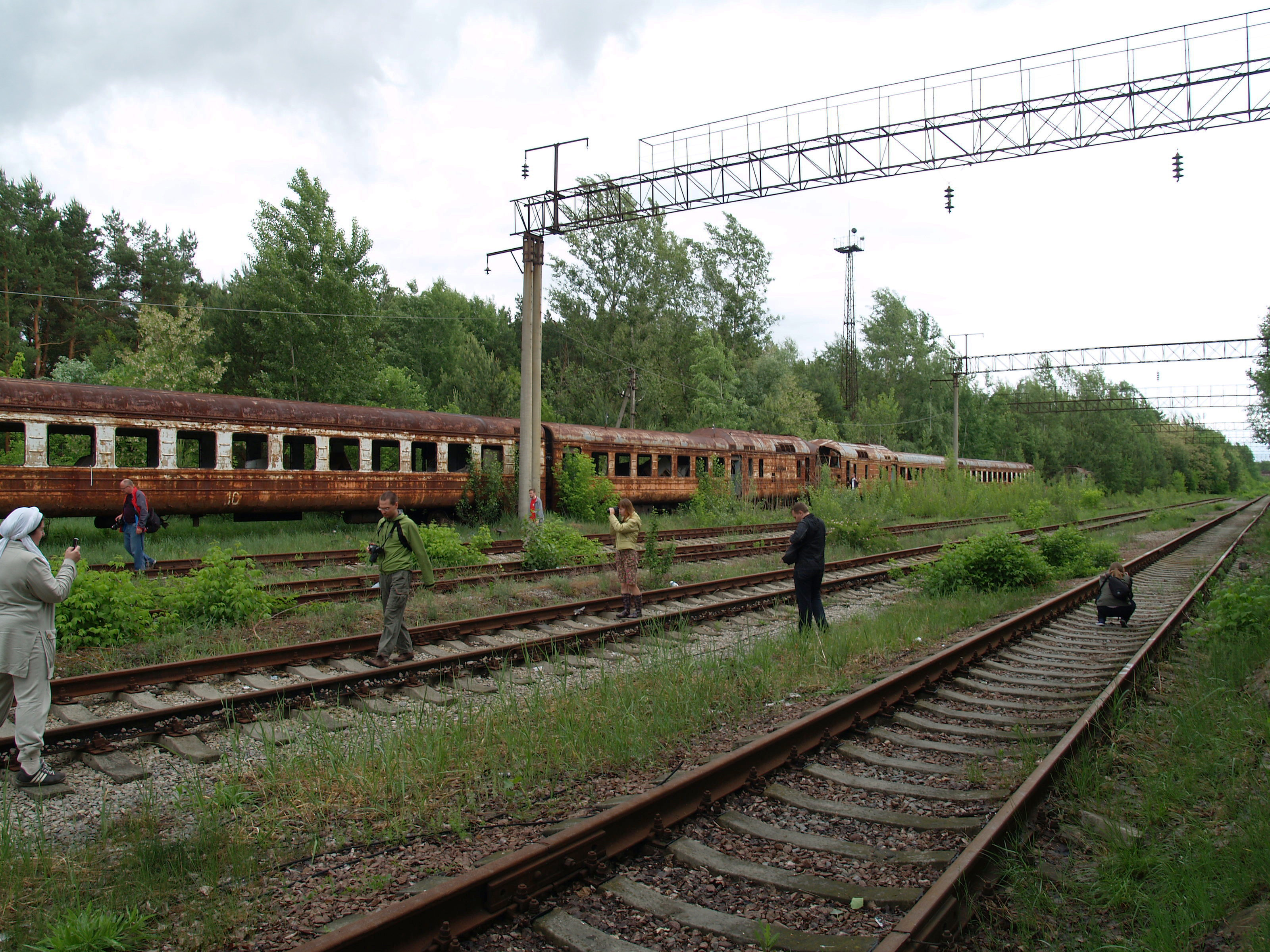
Покинуті вагони електропоїзда, (2013)
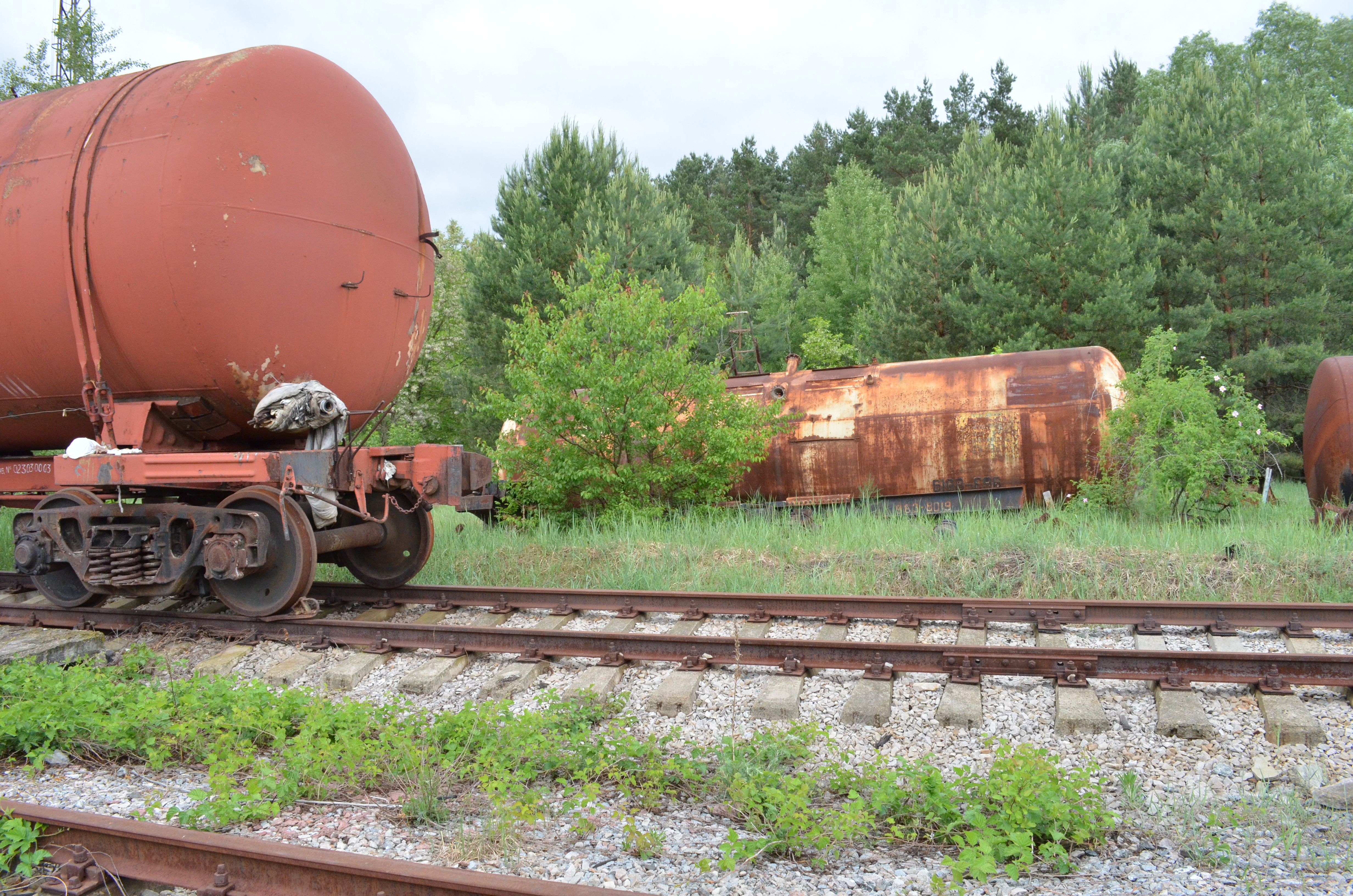
Вантажні вагони  (2013)
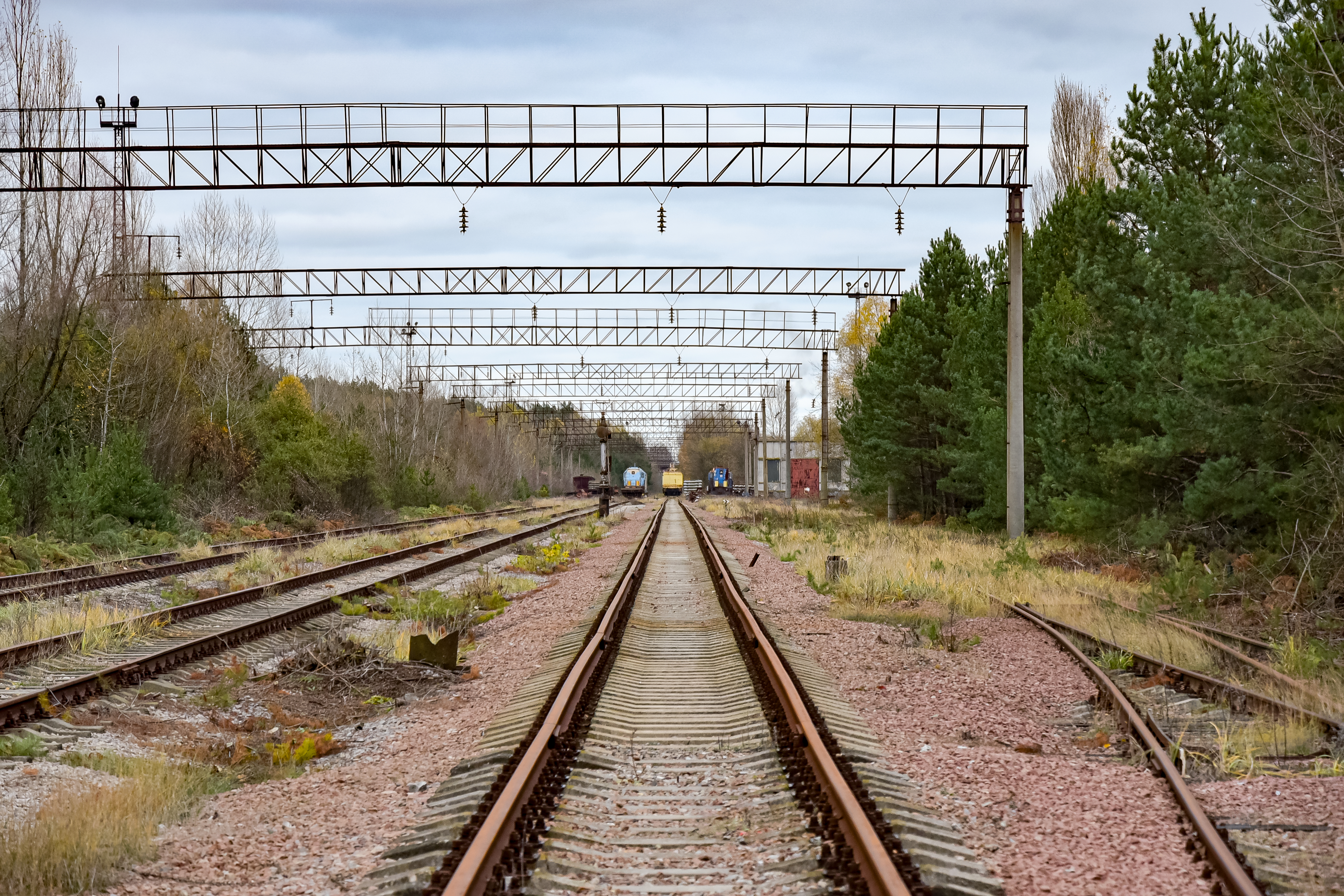
Станція Янів